# AS Roma 1968/1969
Sezon 1968/1969 klubu AS Roma.

## Sezon
Przed rozpoczęciem sezonu 1968/1969 do zespołu przybył Helenio Herrera, trener znany jako "Mag", który osiągał sukcesy z Interem Mediolan. Doszło też do zmiany na stanowisku prezydenta – nowym został Alvaro Marchini. W drużynie Romy rozbłysł talent Fabia Capella, który z czasem stał się etatowym reprezentantem Włoch. Roma zajęła 8. miejsce w Serie A, ale zdobyła swój drugi w historii Puchar Włoch.

### Śmierć Taccoli
W grudniu 1968 napastnik klubu Giuliano Taccola zaczął chorować, jednak badania lekarskie nie dały żadnej przyczyny wysokiej gorączki piłkarza. Ostatecznie doktor Visalli oświadczył o nawrocie kardiologicznej choroby zawodnika. Jednak 16 marca 1969 trener Herrera postanowił zabrać zawodnika na mecz z Cagliari Calcio. Mimo iż Taccola ostatecznie nie zagrał i oglądał mecz z wysokości trybun - po zakończeniu zawodów Giuliano przewrócił się i mimo natychmiastowej reanimacji zmarł.

## Rozgrywki
- Serie A: 8. miejsce
- Puchar Włoch: zwycięstwo

## Skład i ustawienie zespołu
| W SEZONIE 1968/1969    |                    |                |       |      |
| Imię i nazwisko        | Kraj               | Data urodzenia | Mecze | Gole |
| Trener                 |                    |                |       |      |
| Helenio Herrera        | Argentyna          | 17.04.1916     |       |      |
| Bramkarze              |                    |                |       |      |
| Alberto Ginulfi        | Włochy             | 30.11.1941     | 13    | 0    |
| Pierluigi Pizzaballa   | Włochy             | 14.09.1939     | 18    | 0    |
| Obrońcy                |                    |                |       |      |
| Aldo Bet               | Włochy             | 26.03.1949     | 13    | 0    |
| Francesco Cappelli     | Włochy             | 17.09.1943     | 13    | 0    |
| Francesco Carpenetti   | Włochy/ Jugosławia | 14.10.1942     | 26    | 1    |
| Giacomo Losi           | Włochy             | 10.09.1935     | 8     | 0    |
| Sergio Santarini       | Włochy             | 10.09.1947     | 29    | 1    |
| Francesco Scaratti     | Włochy             | ?              | 18    | 1    |
| Paolo Sirena           | Włochy             | 11.09.1945     | 21    | 1    |
| Luciano Spinosi        | Włochy             | 09.05.1950     | 12    | 0    |
| Pomocnicy              |                    |                |       |      |
| Victor Morales Benitez | Peru               | 12.09.1935     | 25    | 6    |
| Fabio Capello          | Włochy             | 18.06.1946     | 25    | 6    |
| Franco Cordova         | Włochy             | 21.06.1944     | 19    | 3    |
| Vito D'Amato           | Włochy             | 27.07.1944     | 19    | 2    |
| Sergio Ferrari         | Włochy             | ?              | 24    | 0    |
| Luciano Giudo          | Włochy             | ?              | 2     | 0    |
| Bruno Nobili           | Włochy             | ?              | 1     | 0    |
| Elvio Salvori          | Włochy             | 03.06.1944     | 25    | 1    |
| Napastnicy             |                    |                |       |      |
| Lucio Bertogna         | Włochy             | ?              | 23    | 2    |
| Fausto Landini         | Włochy             | 29.07.1951     | 20    | 4    |
| Angelo Orazi           | Włochy             | 12.09.1951     | 2     | 0    |
| Joaquin Peirò          | Hiszpania          | 29.01.1936     | 27    | 4    |
| Giuliano Taccola *     | Włochy             | 28.06.1943     | 12    | 7    |

* zmarł 16 marca 1969 po meczu z Cagliari